# Gnilikokształtne
Gnilikokształtne (Histeroidea) – nadrodzina chrząszczy z podrzędu wielożernych (Polyphaga) i infrarzędu Staphyliniformia.

## Opis
Charakterystyczną cechą gnilikokształtnych jest występowanie tylnego żeberka za tylną krawędzią oraz obecność środkowej pętli na wierzchołkowych zawiasach skrzydeł. Pokrywy ścięte przez co 1 lub 2 segmenty odwłoka widoczne są od góry. Ósmy segment odwłokowy całkowicie wciągnięty w siódmy. Czułki mają 8 lub rzadziej 7 segmentów poprzedzających buławkę utworzoną ze zlanych ze sobą segmentów kolejnych. Spód ciała gładki.

## Systematyka
Niektórzy autorzy nie wyróżniają gnilikokształtnych i zaliczane do nich rodziny klasyfikują w kałużnicokształtnych. Badania sugerują jednak, że gnilikokształtne tworzą takson monofiletyczny.
Do gnilikokształtnych należą 3 rodziny:
- Sphaeritidae Shuckard, 1839
- Synteliidae Lewis, 1882
- Histeridae Gyllenhal, 1808 – gnilikowate